# Salix herbacea
Salix herbacea, conhecida como salgueiro-anão, é uma espécie de salgueiro pequeno (família Salicaceae) adaptado para sobreviver em ambientes árticos e subárticos agressivos. Amplamente distribuído em ambientes alpinos e árticos ao redor do Oceano Atlântico Norte, é uma das menores plantas lenhosas.